# Ontario (Kalifornie)
Ontario je město v Kalifornii východně od Los Angeles v San Bernardino County. Leží 60 kilometrů od centra Los Angeles. Je součástí Greater Los Angeles Area. Má 173 000 obyvatel (2006).
Letiště Ontario leží 3 km na východ od centra.

## Osobnosti města
- Frank Zappa (1940 – 1993), americký kytarista, zpěvák a hudební skladatel
- Landon Donovan (* 1982), fotbalista

## Partnerská města
- Brockville, Ontario, Kanada, 1977
- Guamúchil, Sinaloa, Mexiko, 1982
- Mocorito, Sinaloa, Mexiko, 1982
- Winterthur, Švýcarsko, 1982